# Yuta Obara
Yuta Obara (Japans: 小原 佑太, Obara Yūta) (Hashikami (Prefectuur Aomori) , 29 februari 1996) is een Japans baanwielrenner.

## Carrière
Obara won zijn eerste medaille op de Japanse kampioenschappen in 2015 met een zilveren medaille in de teamsprint. Een jaar later won hij goud op de 1 km tijdrit. In 2021 kwam zijn doorbraak met goud in de keirin en teamsprint en zilver op de 1 km. In 2022 nam hij voor het eerst deel aan de Aziatische kampioenschappen en het Wereldkampioenschap. Hij won op het Aziatische kampioenschap goud in de 1 km en de teamsprint. Ook de volgende jaren wist de Japanse ploeg die titel te verdedigen.
In 2024 nam hij deel aan de Olympische Spelen waar hij 6e werd in de sprint en 5e in de teamsprint. Op het wereldkampioenschap later dat jaar won de Japanse ploeg een bronzen medaille in de teamsprint.

## Erelijst
| Jaar  | JK                                     | AK                              | WK                     | Overige                                    |
| ----- | -------------------------------------- | ------------------------------- | ---------------------- | ------------------------------------------ |
| Elite |                                        |                                 |                        |                                            |
| 2015  | teamsprint · 10e keirin · 21e omnium   |                                 |                        |                                            |
| 2016  | 1 km · 4e sprint · 6e teamsprint       |                                 |                        |                                            |
| 2017  | 7e sprint                              |                                 |                        |                                            |
| 2018  |                                        |                                 |                        |                                            |
| 2019  | 7e sprint 7e keirin                    |                                 |                        |                                            |
| 2020  |                                        |                                 |                        |                                            |
| 2021  | keirin · teamsprint · 1 km · 4e sprint |                                 |                        |                                            |
| 2022  | 1 km · teamsprint · keirin · 4e sprint | 1 km · teamsprint · 4e sprint   | 6e 1 km DSQ teamsprint |                                            |
| 2023  | teamsprint · 5e sprint · 7e keirin     | teamsprint                      | 6e teamsprint          | Aziatische Spelen: · teamsprint            |
| 2024  | sprint                                 | sprint · teamsprint · 7e keirin | teamsprint · 7e sprint | Olympische Spelen: 6e sprint 5e teamsprint |

## Ploegen
- 2021 –  Dream Seeker
- 2022 –  Dream Seeker Racing Team
- 2023 –  Team Rakuten K Dreams
- 2024 –  Team Rakuten K Dreams